# Scaphirhynchus suttkusi
El esturión de Alabama (Scaphirhynchus suttkusi) es una especie de pez acipenseriforme de la familia Acipenseridae,  es endémico de la cuenca móvil de los ríos Alabama y Misisipi. Su área de distribución histórica abarcaba 1600 km del sistema fluvial Mobile en Alabama y Misisipi por debajo de la línea de caída, incluyendo los sistemas fluviales Alabama, Tombigbee y Cahaba.
La alteración y destrucción del hábitat del esturión de Alabama es su principal amenaza actual. Las presas y sus embalses bloquean las migraciones de desove río arriba de los adultos, aíslan las poblaciones y alteran los regímenes de flujo natural que conducen a condiciones inhóspitas para el libre desarrollo de embriones y larvas, causando que la especies este catalogada como una especie en peligro crítico de extinción según la UICN.

## Características
El esturión de Alabama tiene un hocico alargado y plano, y una cola similar a la de un tiburón. Presenta un distintivo color marrón anaranjado en el dorso y las aletas, flancos de color amarillo dorado y un vientre de color crema, su ojos son grandes y se extienden más a lo ancho de la cabeza siendo más ancha que la de otros esturiones además de poseer branquiespinas en forma de abanico, hechas de hueso o cartílago, que sobresalen de sus arcos branquiales. Tienen de cinco a nueve branquiespinas en la extremidad superior de sus arcos branquiales y de doce a quince en la inferior.

## Alimentación
La dieta del esturión de Alabama se compone de insectos acuáticos y peces. Estos peces oportunistas que se alimentan del fondo comen una variedad de insectos, como moscas, efímeras, tricópteros, escarabajos y libélulas. Los peces constituyen aproximadamente un tercio de su dieta, incluyendo los peces de los órdenes Cypriniformes y Perciformes.
Los estómagos del esturión de Alabama también tienden a contener cantidades considerables de arena y grava, lo que sugiere que se alimenta en áreas bentónicas. Poseen barbillas (órganos sensoriales similares a bigotes), flecos en los lóbulos de sus labios y branquiespinas (proyecciones branquiales óseas o cartilaginosas) para ayudar a detectar y atrapar insectos y peces pequeños en el fondo de ríos y arroyos.